# 今日白俄罗斯报
《今日白俄罗斯报》（俄语：«СБ. Беларусь сегодня»），2018年前名为《苏维埃白俄罗斯报》（俄语：«Советская Белоруссия»），是白俄罗斯主要的俄语报纸，创刊于1927年8月2日。1994年，该报纸成为白俄罗斯共和国总统府的官方报纸。2018年，该报纸改名为《今日白俄罗斯报》。